# Castello di Monte Tauro
Il castello di Monte Tauro o castello di Taormina è ubicato a Taormina.
Abbarbicato sulla rocca omonima, a quasi 400 metri di quota, la posizione consente di spaziare e controllare l'ampia quinta naturale del versante ionico delimitata a nord dallo Stretto di Messina, a sud la vallata del fiume Alcantara e le pendici dell'Etna, in lontananza l'impianto urbano della città di Catania. Ad ovest il sistema montuoso dei Peloritani.

## Storia

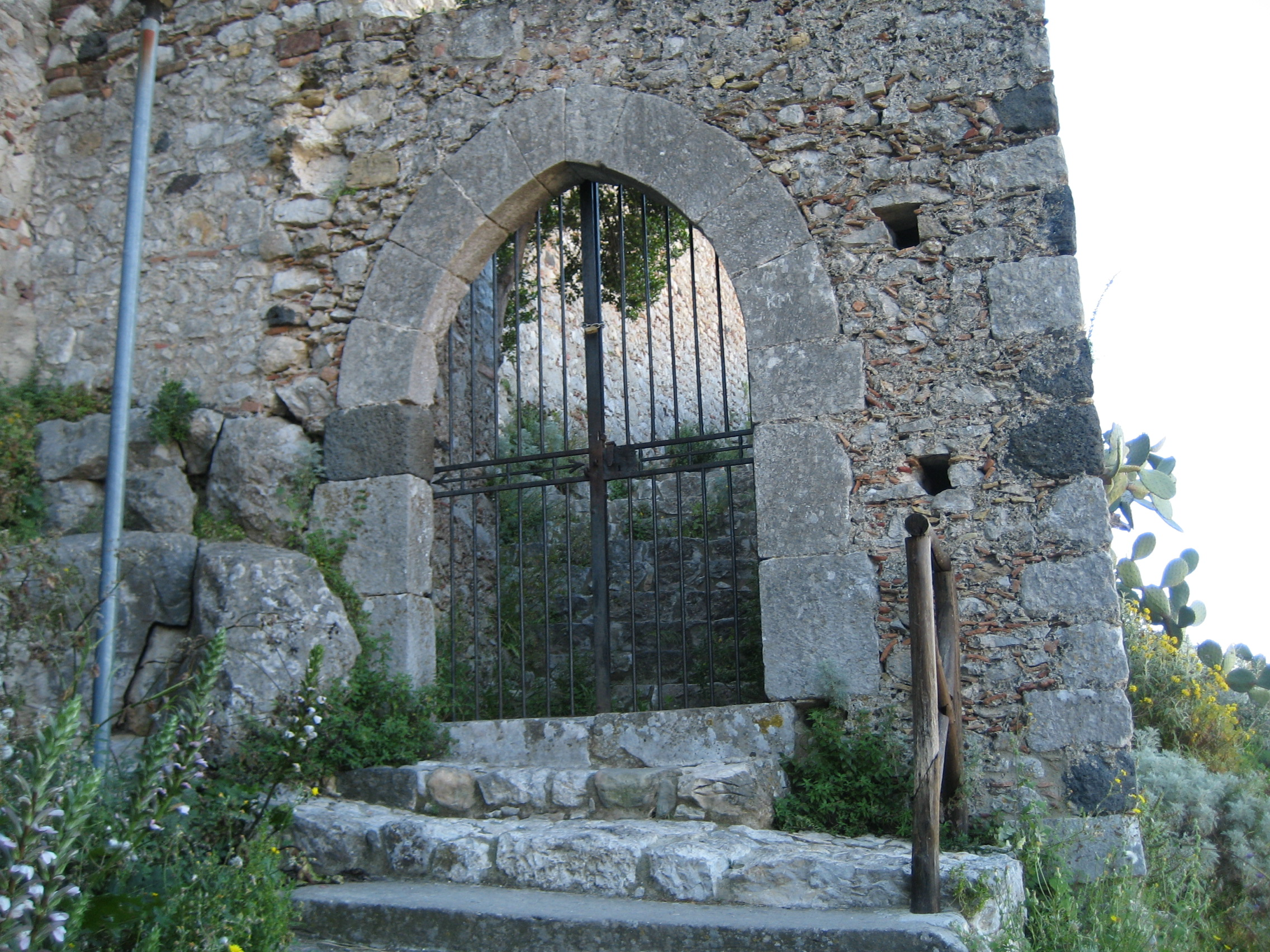
Portale

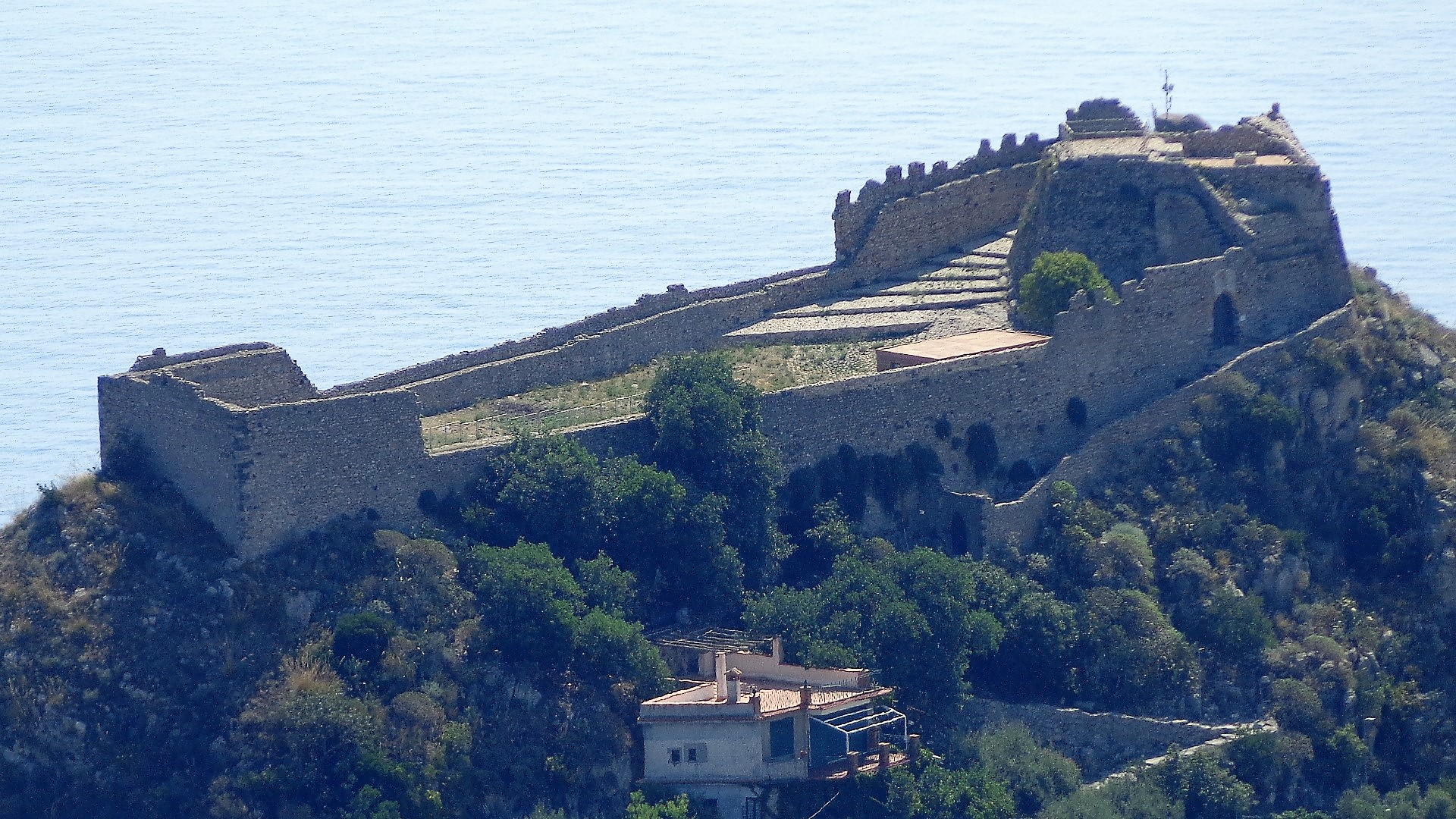
Vista dall'alto

### Epoca greco-siceliota e romana
Rinvenimento di insediamenti d'epoca protostorica.
In età greca e romana, la rocca del Tauro era l'acropoli inferiore di Tauromenion. A livello superiore si contrapponeva l'acropoli superiore identificabile con l'attuale fortificazione denominata castello di Mola. Le due acropoli, gli edifici fortificati e i rispettivi nuclei abitati erano distinti rispettivamente in castrum superius e castrum inferior.

### Epoca bizantina
La prima costruzione fortificata risale verosimilmente all'età bizantina, rappresentando a lungo uno degli avamposti di difesa nella guerra contro gli arabi. Come per la soprastante fortificazione di Mola è ipotizzabile un intervento ricostruttivo sui manufatti anteriore alle dispute per il contrasto delle incursioni arabe.
Allo scopo Costantino Caramalo, patrizio, ultimo stratega di Taormina del IX secolo provvede a rinforzare le fortificazioni di Castelmola.

### Epoca dell'Emirato di Sicilia
Prima invasione dei Saraceni. Eufemio prefetto di Sicilia, cospira contro l'imperatore Michele il Balbo e nel'827 alleatosi con Ziyadat Allah I consegna l'isola ad Asad ibn al-Furat. Siracusa e Taormina furono gli ultimi baluardi a resistere tenacemente.
Nel luglio del 902 l'aglabita Ibrahim II, lasciato il governo dell'emirato Africano al figlio Abu l-'Abbas 'Abd Allah ibn Ibrahim, promosse una nuova invasione dell'isola, con l'intento di spingersi fino a Costantinopoli. Sbarcò sulle coste occidentali dell'isola e, per prima cosa, puntò su Taormina, sottoponendo la roccaforte bizantina ad un lungo assedio, culminato nella strage dei suoi abitanti.
La capitolazione avvenne sotto il mandato dell'imperatore bizantino Leone VI il Filosofo, basileus dei Romei, e con la resa in Agosto i Saraceni s'impadronirono di Taormina. Ibrahim poi attraversò lo stretto di Messina e, intento ad assediare Cosenza, morì più tardi l'anno successivo.
Seconda invasione dei Saraceni. Approfittando della temporanea assenza di Ibrahim i taorminesi ripresero la città. Nel 919 regnante Costantino VII Porfirogenito, consigliato dai tutori reggenti, causa la minore età, è firmata la pace da Eustachio di Calabria.
961 - 962, Fine della tregua. Ad agosto il governatore Achmed, con le flotte e le armate di rinforzo comandate dallo zio Alcaid-Ben-Ammer, inizia un nuovo assedio. Dopo 5 mesi, sul finire di dicembre, avviene la capitolazione della città.
Terza invasione dei Saraceni. Niceforo Foca imperatore, effettua un ulteriore disperato tentativo di riconquista con lo scopo di riprendere l'isola. Nel 964 - 965 la flotta navale e le armate sono affidate al giovane arrogante Patrizio Emanuele.
Nel 969 dopo un assedio durato 5 anni l'ennesima capitolazione.
Il territorio dell'isola fu suddiviso in cinque unità amministrative governate da altrettanti principi insediati nelle città di: Taormina, Palermo, Messina, Siracusa, Trapani.

### Epoca del Regno di Sicilia
La liberazione di Taormina dalla tirannide saracena avviene per opera del Gran Conte Ruggero come descritto da Goffredo Malaterra. Il conte adottò l'ingegnosa strategia di tagliare ogni forma di rifornimento: bloccò gli accessi via mare con la chiusura del porto, intorno alla città fece edificare ventidue torri di legno.  Lo scopo delle strutture provvisorie era quello di controllare e tagliare ogni possibile scambio e contatto con l'esterno. Questa tattica costrinse Taormina e i suoi invasori alla capitolazione pochi mesi dopo l'inizio dell'assedio.
- 1077, assedio ed espugnazione con le armi, i saraceni con la popolazione ostaggio si asserragliarono all'interno della cinta fortificata;
- 1078, isolamento e conquista per fame, epilogo finale con la presa e resa d'agosto.[18]

La vulnerabilità dei territori litoranei maggiormente esposti alle incusioni navali, determinò la soppressione della Dioecesis Tauromenitana. Tutte le diocesi peloritane confluirono temporaneamente nella neocostituita diocesi di Troina arroccata nel cuore dei Nebrodi.
Nel 1134 l'abitato è sottoposto al monastero di San Salvatore della Placa presso Francavilla di Sicilia.
Del 1150 la notizia riguardo alla presenza di una fortezza "difendevole" edificata sulla sommità di una rocca, sovrastante l'abitato. Anche lo storico Ugo Falcando distingue l'abitato fortificato dalla fortezza, baluardo munito edificato su di una rupe sovrastante il paese. La fortificazione è documentata dal geografo arabo al-Idrisi nel "Libro di Ruggero" del 1154.
- Riccardo Marchese è castellano sotto il regno di Guglielmo il Buono.[19]

### Dinastia Sveva
Durante il dominio di Federico II di Svevia, la fortezza fu affidata ad un nobile castellano. Benché costruita in epoca normanna la struttura pervenuta presenta essenzialmente caratteri d'architettura federiciana.
- 1239, I componenti della famiglia Lucchesi Palli, capitani di guerra, già nominati dalla regina Margherita di Navarra sono riconfermati da Federico II di Svevia.[20]

### Regno di Sicilia durante la Dinastia aragonese
Una fonte del 1353 distingue il castello di Mola da quello di Monte Tauro, fortificazione del castrum inferius. Nel XV secolo sono documentati restauri e modifiche alle mura della fortezza. Tra i due fortilizi è documentata la Torre Malvicino edificata per volontà di re Ludovico di Sicilia.
- ?, La famiglia Asmundo ottenne la castellania di Taormina sotto la Casa d'Aragona.[22]
- ?, Bernardo Orioles è affidatario del governo e castellania al tempo di Pietro II d'Aragona.[23]
- 1350c., Riccardo Marchese è castellano di Taormina, sotto il regno di Ludovico di Sicilia e Federico IV d'Aragona.[19]
- 1391, Federico Spadafora riceve l'affidamento della castellania e la carica di governatore.[24] Barone del Biscotto Cannavò sale e sego di Messina, Castellano e Capitano di Taormina, capostipite del Ramo di Messina degli Spadafora, discendente di Giovanni Spadafora, segretario dell'imperatore Federico II di Svevia.
- 1435, Pietro Candiani è capitano sotto il regno di Alfonso V d'Aragona.[25]

### Epoca del Viceregno di Sicilia
Rivalorizzazione del sito con la costruzione di un luogo di culto dedicato alla Madonna della Rocca.
- 1500 ca., Girolamo Campolo, è nominato capitano.[26]
- 1538 ante, Antonio Balsamo, è nominato capitano sotto il regno di Carlo V d'Asburgo.[27][28]
- 1547, Giacomo Balsamo, assume la carica di vicario generale di Taormina.[29]
- 1640 ca., fondazione del Santuario della Madonna della Rocca.

## Galleria d'immagini

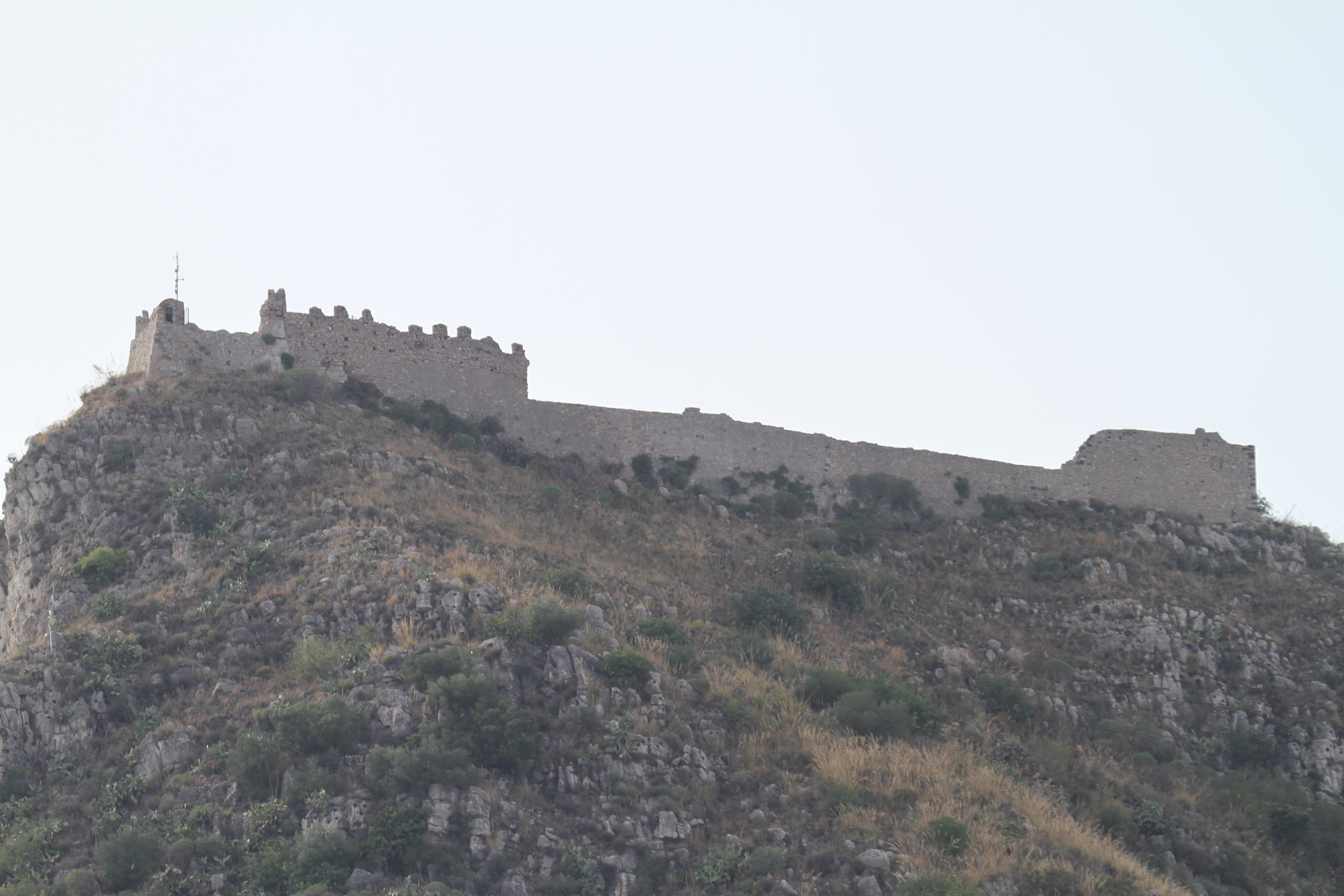
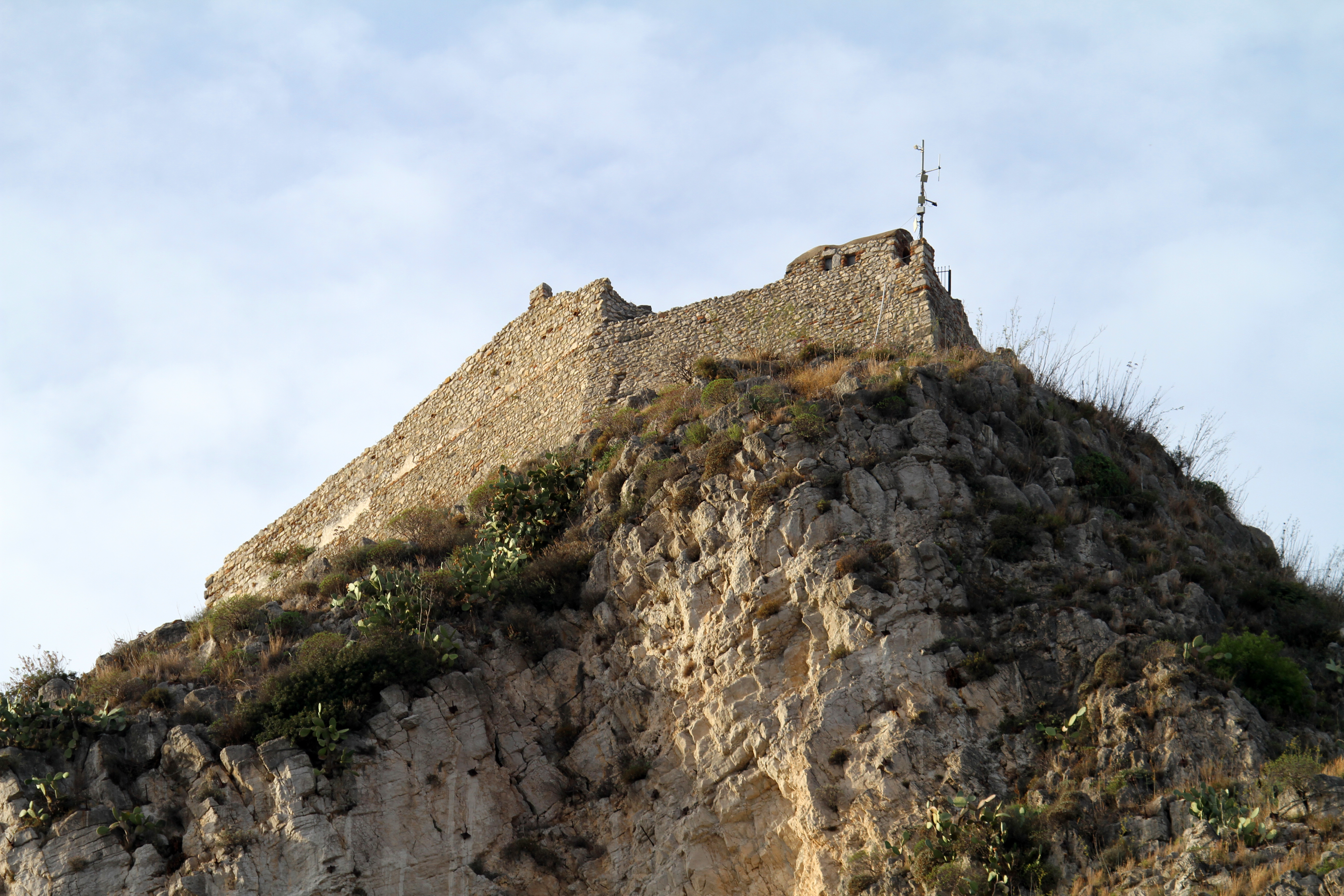
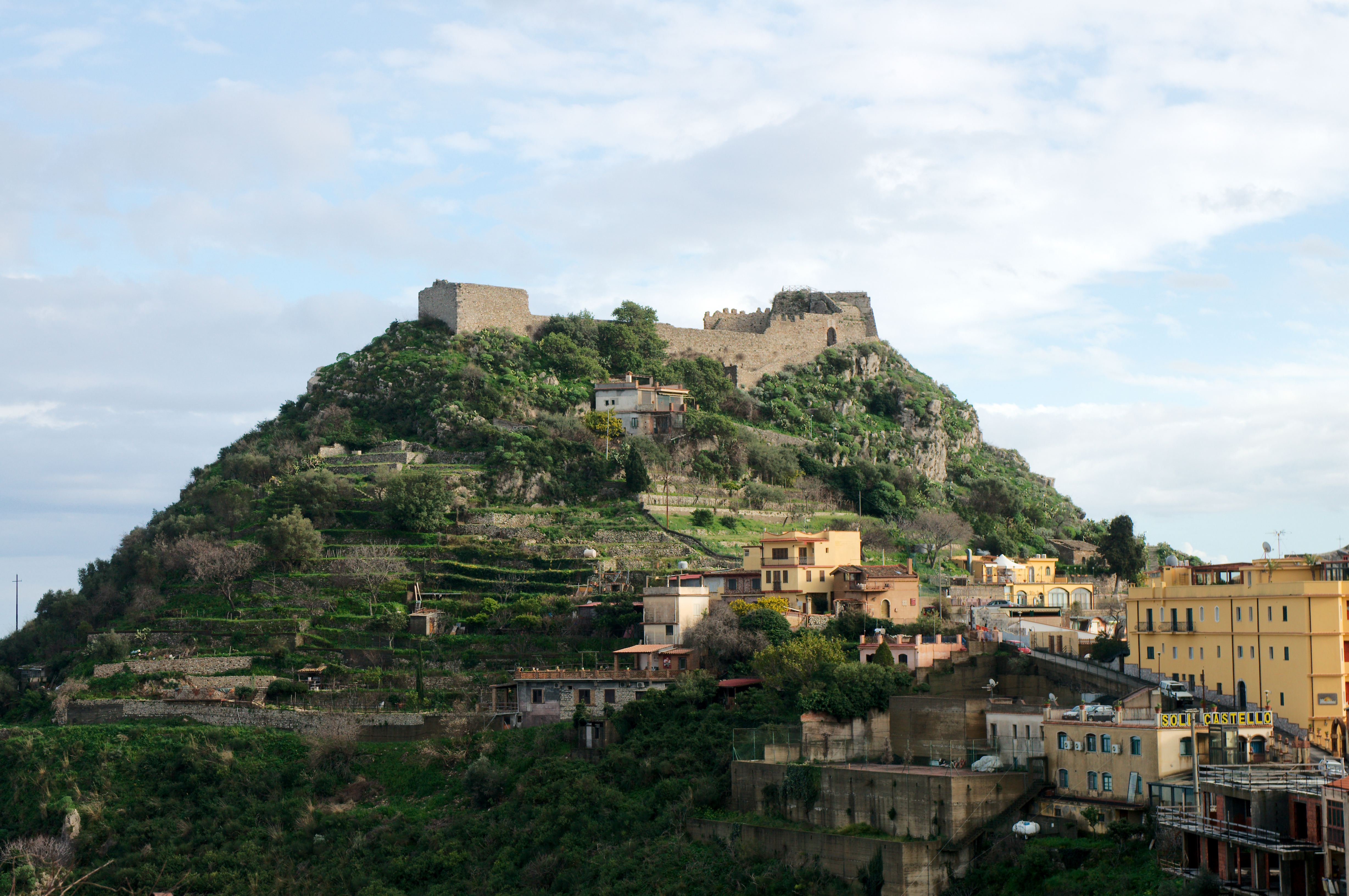
Vista da Castelmola
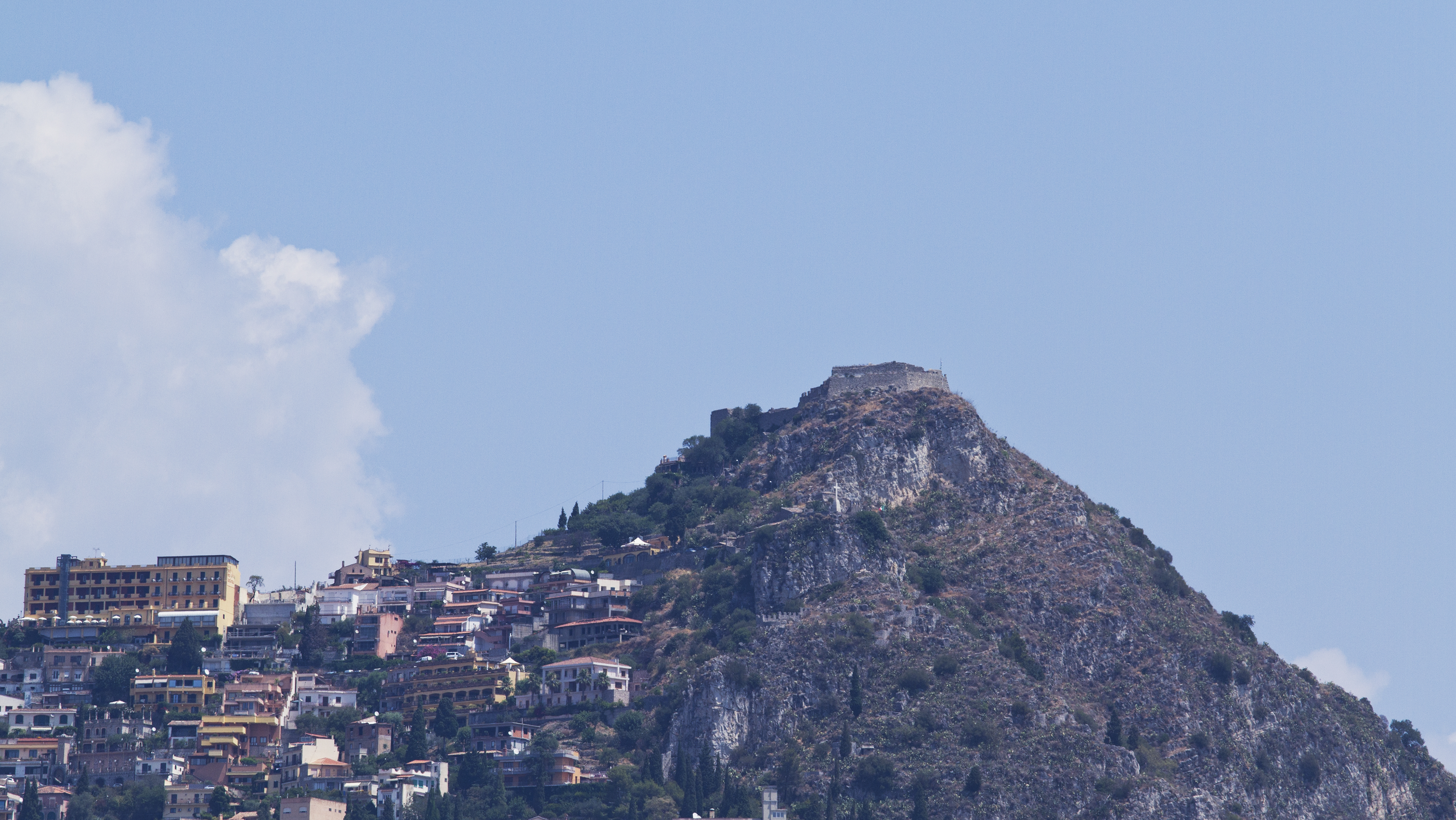
Vista